# Manduca afflicta
Manduca afflicta là một loài bướm đêm thuộc họ Sphingidae. Có hay phân loài, Manduca afflicta afflicta ở Cuba, và Manduca afflicta bahamensis (B. P. Clark, 1916) ở Bahamas. M. afflicta trưởng thành ăn mật hoa. Ấu trùng ăn Cestrum diurnum, Day-blooming Jessamine, thuộc họ Solanaceae.